# Thomas-Insel
Die Thomas-Insel ist eine große Insel des Highjump-Archipels, die dort im Zentrum nördlich der Bunger Hills vor der Küste des ostantarktischen Wilkeslands liegt. Kartiert wurde sie anhand von Luftaufnahmen der Operation Highjump (1946–1947).
Das Advisory Committee on Antarctic Names benannte die Insel 1955 nach Randolph G. Thomas von der United States Navy, Hydrograph bei der Operation Windmill (1947–1948), der dabei auch als Geodät der astronomischen Beobachtungsmannschaften tätig war.